# Fiat Panda
Fiat Panda (Фиа́т Па́нда) — городской автомобиль итальянской компании Fiat, входящей в объединение Stellantis. Был впервые представлен широкой публике на Женевском автосалоне 5 марта 1980 года.
Fiat Panda — созданный Джорджетто Джуджаро запоминающегося вида, недорогой, простой технически, но практичный трёхдверный хетчбэк. За счёт оптимального использования пространства, был небольшим снаружи и вместительным внутри. В 1983 году появился полноприводный Panda 4x4, который стал полюбившимся многим маленький вездеходом, а с 1996 года на Panda стали устанавливать дизельный двигатель, впервые для автомобиля такого класса. Неимоверный успех очень долгой первой серии длился более двадцати лет.
Только осенью 2003 года в продажу поступил Panda второго поколения. Созданный на новой технической базе автомобиль был исключительно пятидверным. Более высокая и округлая модель, несмотря на небольшие габариты, смотрелась солиднее. Уже на следующий год Panda второго поколения был признан лучшим Европейским автомобилем. Это поколение отметилось появлением очень популярной модели Panda Cross и спортивной версии Panda 100HP.
Впервые показанный осенью 2011 года на Франкфуртском автосалоне, Panda третьего поколения стал больше, просторнее, безопаснее и экономичнее. Помимо бензиновых и дизельных версий, в 2020 году был представлен гибридный Panda Hybrid. В этот год отмечалось 40-летие выпуска первого автомобиля марки, и по всему миру их было продано почти 8 миллионов.
Представленный в 2019 году концептуальный автомобиль Fiat Centoventi показал, каким может быть Panda следующего поколения. Предполагалось, что новая модель будет запущена в производство в 2021-м. В гамме, помимо бензиновых, должна появиться и чисто электрическая версия.

## Первое поколение (1980—2003)
Созданный под руководством Джорджетто Джуджаро Panda был простым и функциональным автомобилем, «коробка» с размещёнными по углам колёсами. С целью удешевления все стёкла, в том числе ветровое были плоскими. Линию заходящих на углы бамперов продолжали практичные накладки на боковинах, защищавшие автомобиль в городской толчее.

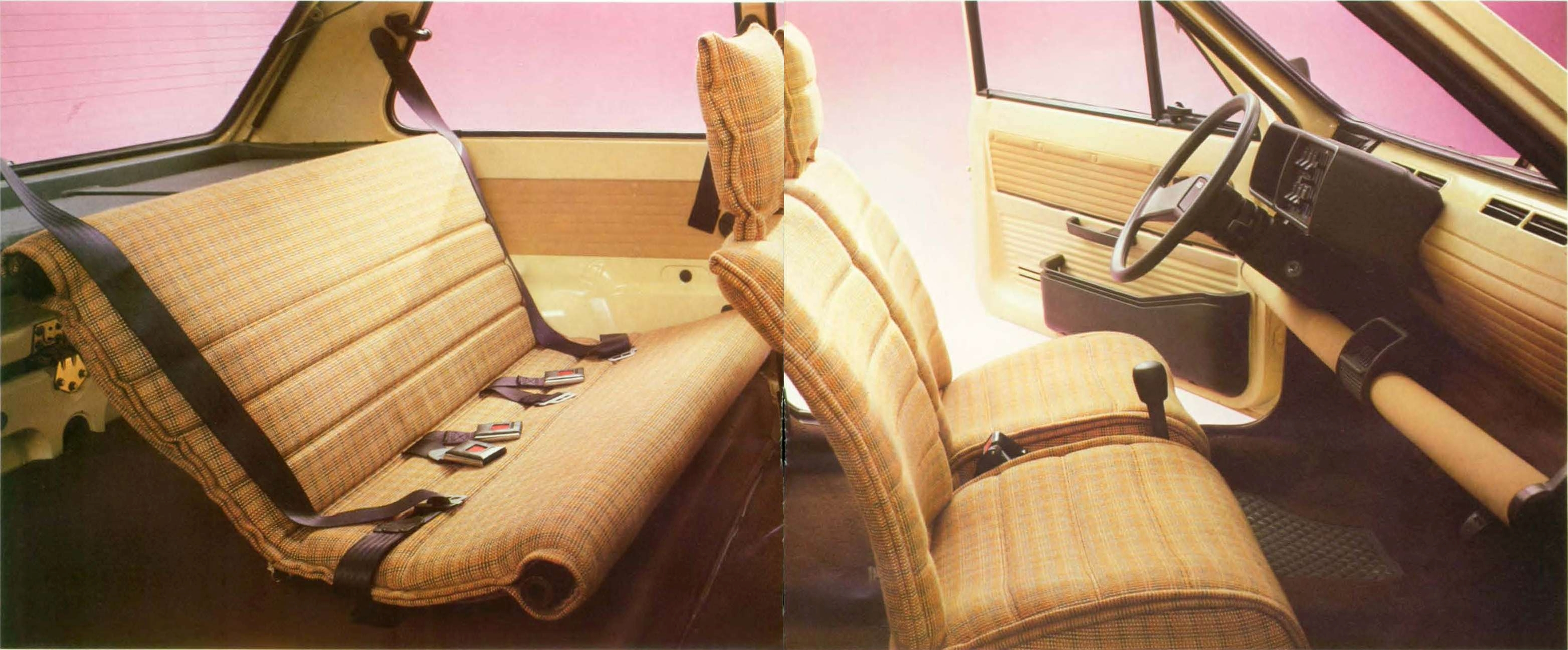
Fiat Panda внутри

Большие окна пропускали много света в спартанский, но очень практичный салон. Максимально упрощённая передняя панель имела минимум необходимых приборов. Сиденья из ткани натянутой на металлический каркас, напоминали раскладушки. Заднее имело семь различных положений, превращаясь в гамак, детскую или настоящую взрослую кровать. Или же его было очень просто убрать совсем. Вся очень скромная отделка была сделана из износостойких материалов, которые легко можно мыть. За счёт размещения запасного колеса рядом с двигателем под капотом, Panda имел приличный для автомобиля такого класса багажник объёмом 272 литра.
Двухцилиндровый бензиновый двигатель воздушного охлаждения, эволюция мотора, использовавшегося ещё на послевоенном Fiat 500, устанавливалась на самые первые Panda, продававшиеся только в Италии. Для других европейских рынков предназначалась четырёхцилиндровые двигатели водяного охлаждения серии 100 различного рабочего объёма и мощности. Двигатели агрегатировались с четырёхступенчатой коробкой передач.
Спереди автомобиля была установлена независимая подвеска со стойками типа Макферсон и дисковыми тормозами. Балка задней подвески монтировалась на продольных рессорах и имела барабанные тормоза. Рулевое управление было реечным.

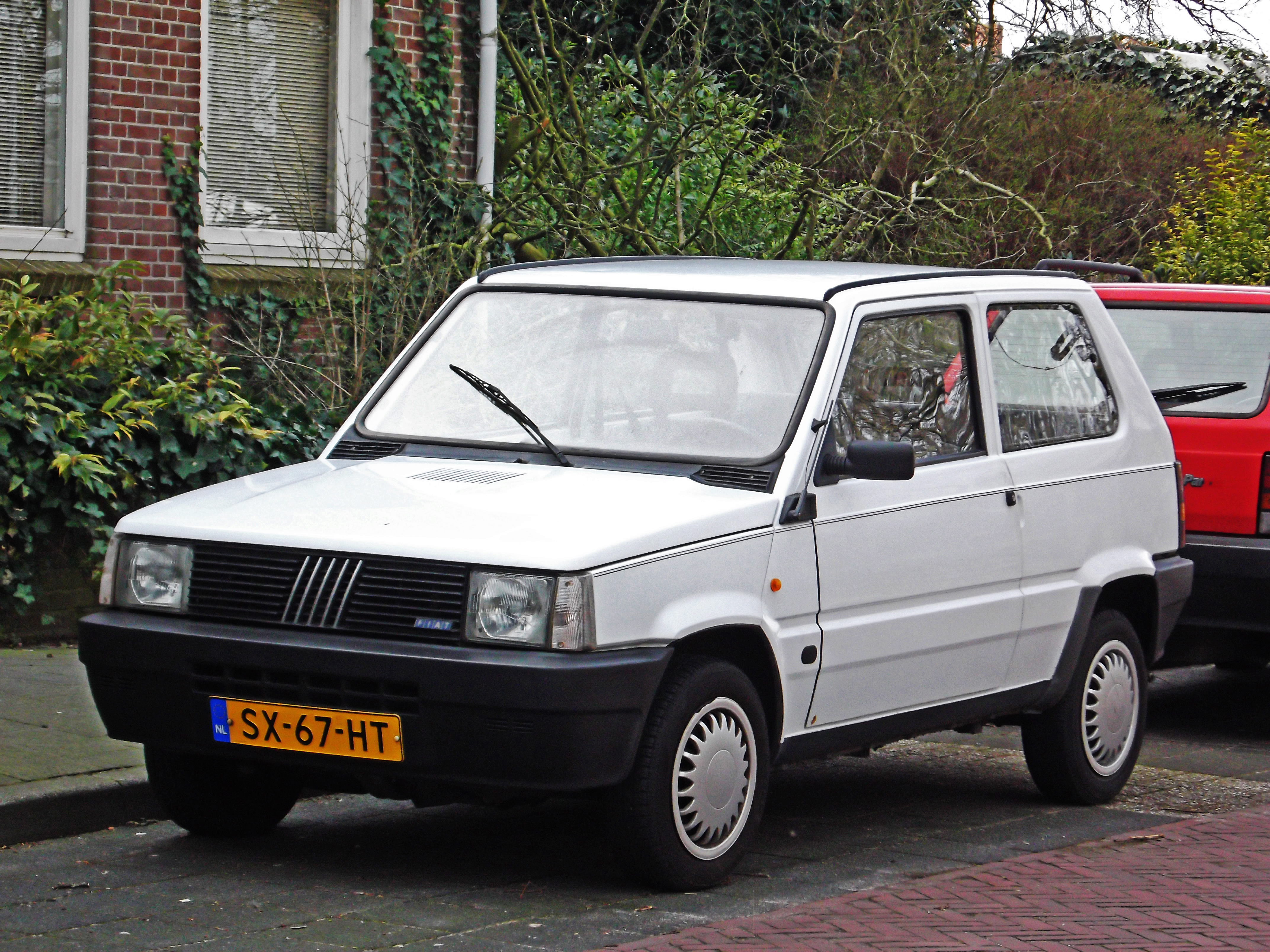
1986 Fiat Panda

В 1983 свет увидел Panda 4x4, который получил иное оформление кузова и систему полного привода, разработанную австрийской компанией Steyr-Puch. Вращение от двигателя на задние колёса передавал карданный вал. Подключался он вручную с помощью небольшого рычажка, который перемещал муфту, присоединяющую вал к шестерне главной передачи. Включить полный привод можно было как на стоянке, так и в движении. Специальная пятиступенчатая коробка передач имела увеличенное передаточное отношение на первой передаче, которая предназначалась только для движения по бездорожью. В обычных условиях водитель трогался со второй, пятая же передача соответствовала четвёртой у обычного автомобиля.
В 1986 году Panda получил ряд обновлений. Наиболее заметными были новая, выполненная в едином корпоративном стиле, решётка радиатора и цельные без форточек окна передних дверей. У дорогих версий внутри появились настоящая передняя панель и полноценные сиденья. Старые двигатели, заимствованные от предыдущих моделей были заменены на новые типа FIRE. Впервые стал предлагаться форкамерный дизель. Некоторые двигатели комплектовались пятиступенчатой коробкой передач. Новая пружинная задняя подвеска с двумя продольными рычагами, соединёнными балкой, прикреплённой к кузову шарниром посередине, сделала езду более комфортабельной. У Pand 4x4 сзади осталась прежняя балка на рессорах.

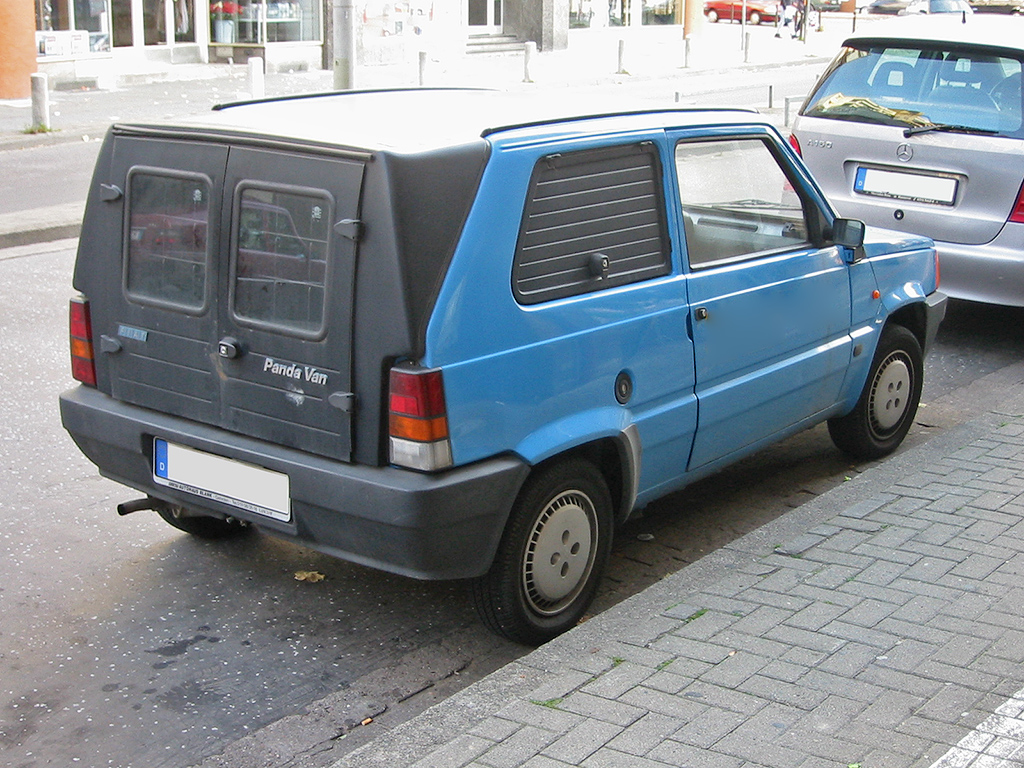
Fiat Panda Van

Небольшой развозной фургончик Panda Van выпускался в двух разновидностях. В одном варианте сзади была установлена пластиковая надставка с двумя распашными дверьми. А на месте задних боковых окон были организованы запирающиеся лючки. Грузовой отсек такого фургона имел полезный объём 1,2 кубометра в который можно было загрузить до 210 килограммов груза. Другой вариант был обычным автомобилем с заглушенными задними окнами. В них устанавливались либо металлические вставки, либо непрозрачное стекло. Задняя дверь — крышка багажника, как и у пассажирской модели открывалась вверх, предоставляя доступ в багажник объёмом один кубометр, в который можно было загрузить до 330 килограммов груза. На фургонах дольше всех задержался слабый, но экономичный дизель. Автомобиль можно было заказать и в полноприводном исполнении.
У представленного в 1990 году электромобиля Panda Elettra двигатель спереди был заменён электромотором постоянного тока мощностью 9,2 киловатта (13 л. с.). Питался он от двенадцати 6-вольтовых свинцовых аккумуляторов. Два из них были размещены под капотом, остальные десять — в крепком стальном контейнере, который занял весь багажник за спинками передних сидений, так что автомобиль был чисто двухместным. Более тяжёлый он имел усиленные тормоза, перенастроенную подвеску и более крупные шины. Небольшой бензобак остался и питал, работающий на бензине отопитель. Трансмиссия со сцеплением и четырёхступенчатой коробкой передач также сохранились. В городе и по ровной дороге можно было трогаться и двигаться не переключаясь на третьей передаче. Только для подъёма в гору надо было задействовать коробку передач. Электромобиль развивал максимальную скорость 70 километров в час и на одной зарядке мог проехать до 100 километров.

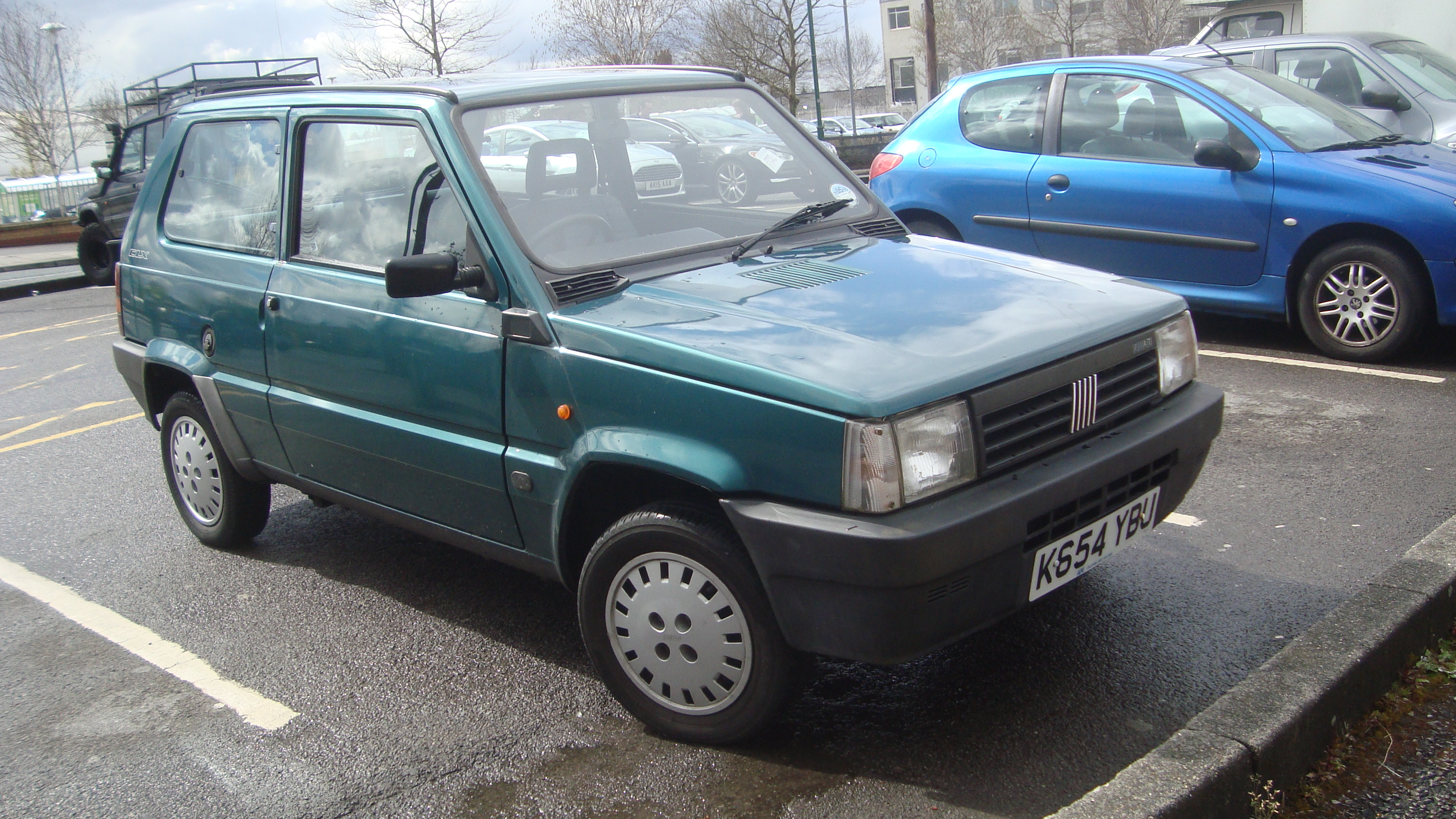
1991 Fiat Panda

В 1991 году Panda ещё раз подвергся модернизацию. Небольшие изменения внешнего вида сделавших его больше похожим на другие автомобили компании. У модели появилось правое наружное зеркало заднего вида, была улучшена шумоизоляция салона. Обновленная линейка двигателей, большинство из них получили систему впрыска топлива и каталитический нейтрализатор, сделала автомобиль соответствующим новейшим европейским требованиям к токсичности выхлопных газов. В качестве дополнительного оборудования обновлённого Panda стали предлагать автоматическую трансмиссию с вариатором Selecta..
| Двигатели  | Двигатели          | Двигатели           | Двигатели                        | Двигатели                   | Двигатели       |
| ---------- | ------------------ | ------------------- | -------------------------------- | --------------------------- | --------------- |
|            | рабочий объём, см³ | цилиндров/ клапанов | мощность, л. с./ обороты, об/мин | момент, Нм/ обороты, об/мин | годы применения |
| Бензиновые |                    |                     |                                  |                             |                 |
| 650        | 652                | 2-цил./4-кл. OHV    | 30/5500                          | 41/3000                     | 1980—1986       |
| 800 «100»  | 843                | 4-цил./8-кл. OHV    | 34/5800                          | 59/2800                     | 1983—1986       |
| 900 «100»  | 899                | 4-цил./8-кл. OHV    | 39/5500                          | 65/3000                     | 1992—2003       |
| 900 «100»  | 903                | 4-цил./8-кл. OHV    | 45/5600                          | 67/3000                     | 1980—1986       |
| 1000 «100» | 965                | 4-цил./8-кл. OHV    | 48/5600                          | 70/3500                     | 1983—1986       |
| 750 FIRE   | 769                | 4-цил./8-кл. SOHC   | 34/5250                          | 57/3000                     | 1986—1992       |
| 1000 FIRE  | 999                | 4-цил./8-кл. SOHC   | 45/5000                          | 80/2750                     | 1986—1992       |
| 1100 FIRE  | 1108               | 4-цил./8-кл. SOHC   | 50/5250                          | 84/3000                     | 1986—2003       |
| Дизель     |                    |                     |                                  |                             |                 |
| 1300 D     | 1301               | 4-цил./8-кл. SOHC   | 37/4000                          | 71/2500                     | 1986—1994       |

## Второе поколение (2003—2012)
Более высокий и округлый пятидверный хетчбэк, внешне напоминающий минивэн или кроссовер был создан на новой «Маленькой» платформе Fiat.

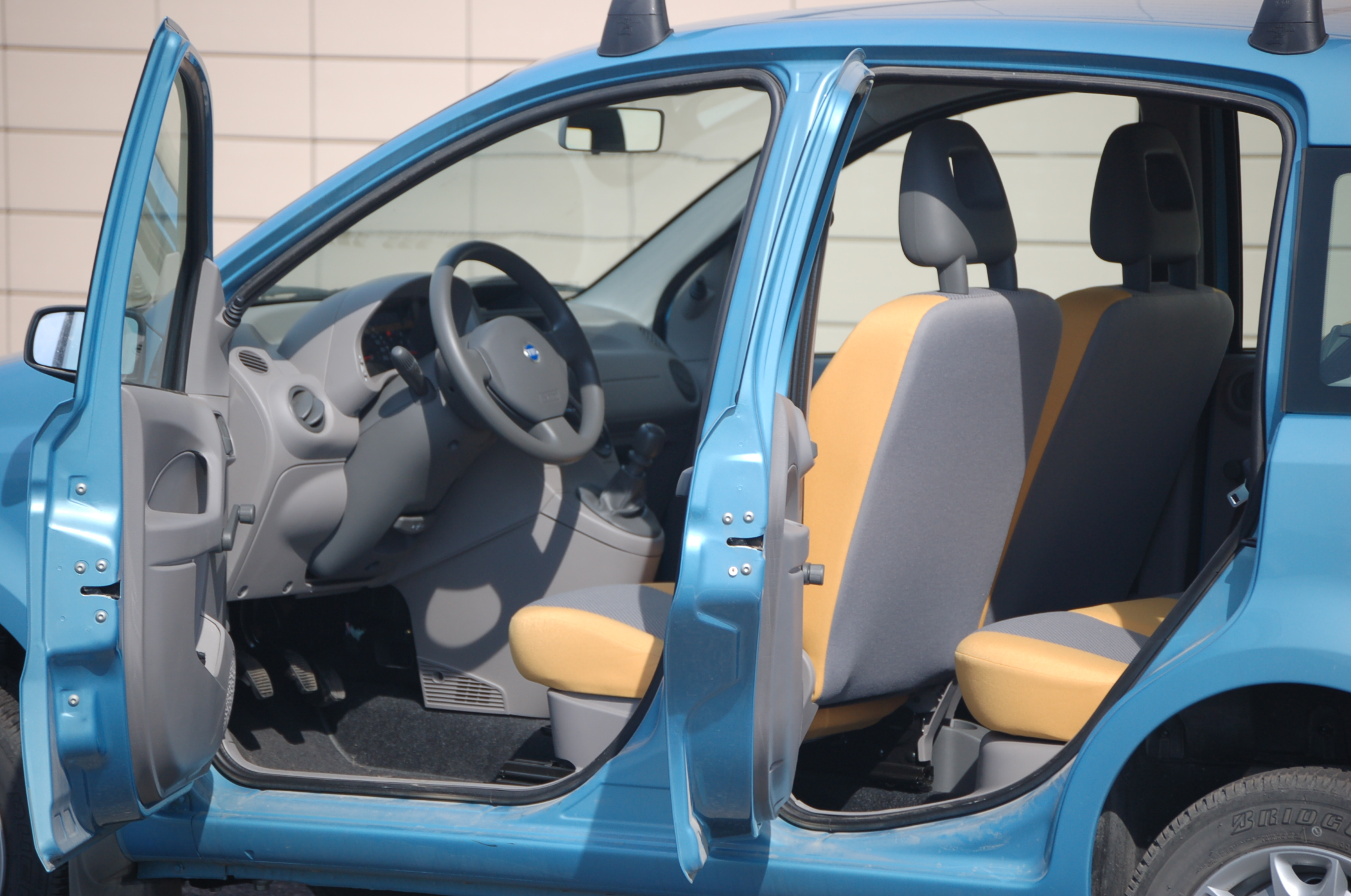
Fiat Panda внутри

Это уже не был спартански оборудованный автомобиль. Так, электроусилитель руля, две подушки безопасности, электропривод передних стёкол, центральный замок и стереосистема Blaupunkt входили в стандартное оснащение.
Заднее сиденье со встроенными креплениями для детских кресел Isofix, двигалось вперёд-назад. За счёт этого багажное отделение за его спинкой увеличивалось с 206 до 236 литров. Причём управлять перемещением можно было как из салона, так и из багажника. Высоко поднятая передняя консоль придвинула рычаг переключения передач ближе к рулевому колесу, что обеспечивало быстрые и чёткие переключения без особых усилий.
На более дорогие версии можно было установить до шести подушек безопасности, а также антиблокировочную систему тормозов с электронным распределением тормозных сил, систему помощи на подъёме, противобуксовочную систему и систему контроля устойчивости.
Всё это, плюс увеличенная до 70 500 даН·м/рад жёсткость кузова позволили Panda получить три звезды в тестах на безопасность.
На старте продаж модель комплектовалась двумя бензиновыми двигателями серии FIRE, которые агрегатировались с пятиступенчатой механической коробкой передач. Позже появился современный дизельный двигатель MultiJet. У этого компактного и лёгкого мотора топливо впрыскивалось в цилиндр небольшими порциями по несколько раз за цикл, что позволяло очень точно управлять подачей в зависимости от режима работы. Такой двигатель имел прекрасные тяговые свойства в сочетании с экономичностью и низкой токсичностью выхлопа.
Не желающие вручную переключать передачи могли заказать роботизированную коробку Dualogic. В ней включение и выключение сцепления и переключения передач осуществлялось автоматически с помощью гидропривода. Но можно было переключать передачи и в ручном режиме, слегка двигая рычаг переключения вперёд или назад.
Новая платформа дала автомобилю полностью новое шасси с независимой передней подвеской со стойками типа Макферсон и задней пружинной со скручивающийся балкой. В тормозной системе с усилителем применялись дисковые тормоза спереди и барабанные — сзади.

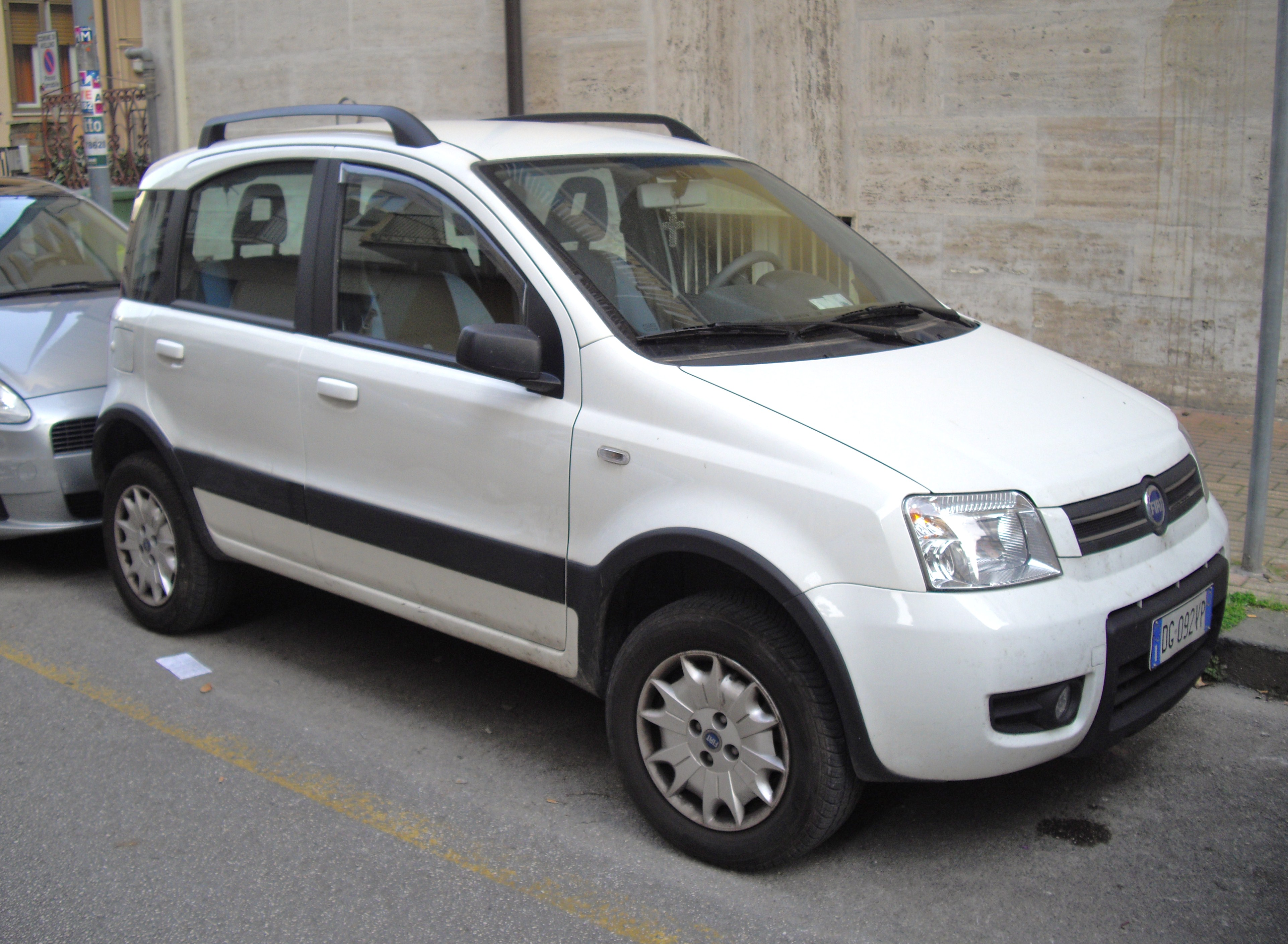
Fiat Panda 4x4

В 2005 году вернулся так всем полюбившийся полноприводный Panda 4x4. Внешне автомобиль отличался новыми бамперами, увеличенным до 165 миллиметров дорожным просветом и усиленными 14-дюймовыми шинами. В постоянном полном приводе задняя ось была подключена с помощью вязкостной муфты. В ней вращающийся набор пластин залит специальной жидкостью. В обычных условиях они движутся синхронно, передавая назад 5—10 % мощности. Но как только передние колёса начинают буксовать, попав в грязь, на лёд или в снег, часть пластин в муфте начинают проскальзывать и интенсивно тереться. Это приводит к нагреву жидкости и повышению её вязкости, вплоть до полного застывания. Таким образом, в определённых условиях, назад может передаваться большая часть мощности двигателя, позволяя автомобилю выбраться из сложной ситуации.
Сзади у Panda 4x4 была установлена полностью новая независимая пружинная подвеска с треугольными рычагами на подрамнике. Автомобиль также получил дисковые тормоза на всех колёсах и стандартно устанавливаемые антиблокировочную систему и систему контроля устойчивости, а также электронную имитацию блокировки дифференциалов. В последнем случае, буксующее колесо просто подтормаживалось, вынуждая тем самым потоку мощности перераспределяться между другими колёсами. На основе Panda 4x4 выпускалась очень популярная модель Pand Cross, которая отличалась от базового автомобиля только деталями оформления.
Фургон Panda Van в этом поколении предлагался в трёх вариантах исполнения. Это мог быть обычный четырёхместный автомобиль со складывающимися задними сиденьями. Либо же двухместный фургон с заглушенными задними окнами и отсеком для груза объёмом один кубометр. Такой автомобиль мог принять на борт до 505 килограммов груза. Третий вариант представлял собой полноприводную версию двухместного фургона грузоподъёмностью 445 килограммов. У всех версий задняя дверь — крышка багажника поднималась вверх, как у базового автомобиля.

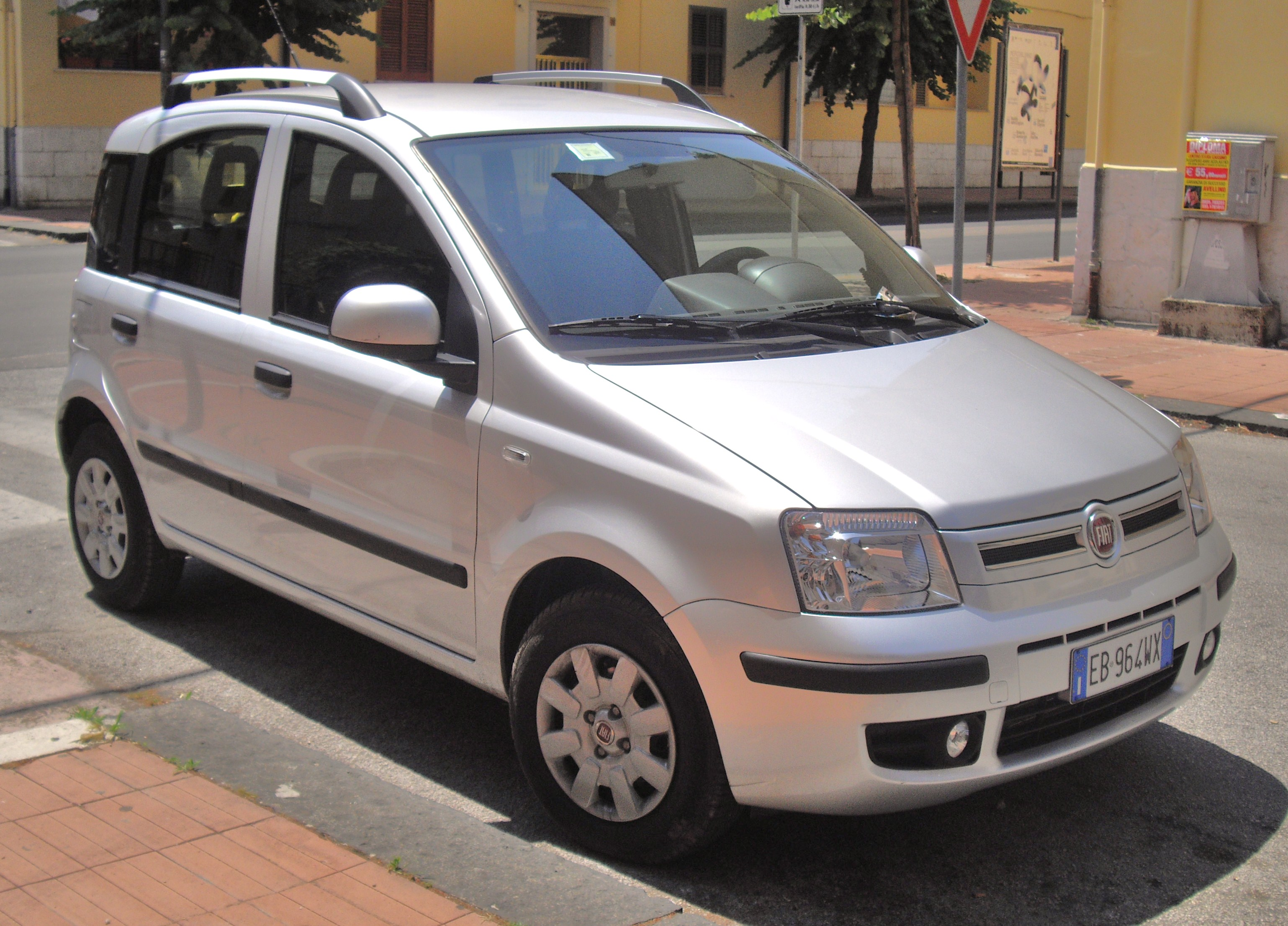
2007 Fiat Panda с обновлениями

В ознаменовании победы Италии на чемпионате мира по футболу, в декабре 2006 был выпущен спортивный Panda 100HP со 100-сильным мотором, который разгонял автомобиль до 100 км/ч за 9,5 секунд. К двигателю была пристыкована шестиступенчатая механическая коробка передач. Помимо этого, автомобиль имел настроенную подвеску и все (спереди и сзади) дисковые тормоза. Внешне модель отличалась новыми бамперами и расширенными арками, в которые были установлены 15-дюймовые колёса. В салоне красовались кожаное рулевое колесо и специальной отделки передняя панель с кнопкой «Sport», при нажатии которой руль и педаль газа становились отзывчивее, способствуя спортивному вождению.
В 2007 году модель была немного обновлена снаружи и изнутри. Появились новые цвета кузова и версии исполнения.
| Двигатели        | Двигатели          | Двигатели           | Двигатели                        | Двигатели                   | Двигатели       |
| ---------------- | ------------------ | ------------------- | -------------------------------- | --------------------------- | --------------- |
|                  | рабочий объём, см³ | цилиндров/ клапанов | мощность, л. с./ обороты, об/мин | момент, Нм/ обороты, об/мин | годы применения |
| Бензиновые       |                    |                     |                                  |                             |                 |
| 1.1 FIRE         | 1108               | 4-цил./8-кл. SOHC   | 54/5000                          | 88/2750                     | 2003—2006       |
| 1.2 FIRE         | 1242               | 4-цил./8-кл. SOHC   | 60/5000                          | 102/2500                    | 2003—2006       |
| 1.2 FIRE         | 1242               | 4-цил./8-кл. SOHC   | 69/5500                          | 102/3000                    | 2006—2012       |
| 1.4 FIRE         | 1368               | 4-цил./16-кл. DOHC  | 100/6000                         | 132/4250                    | 2006—2010       |
| Дизель           |                    |                     |                                  |                             |                 |
| 1.3 16v MultiJet | 1248               | 4-цил./16-кл. DOHC  | 70/4000                          | 145/1500                    | 2005—2006       |
| 1.3 16v F9Q      | 1248               | 4-цил./16-кл. DOHC  | 75/4000                          | 145/1500                    | 2005—2012       |

## Третье поколение (2011—н.в.)
Panda третьего поколения стал больше, просторнее, безопаснее и экономичнее. Увеличенная ширина и гнутые боковые стёкла сделали автомобиль просторнее внутри. Поднятые выше задние фонари стали лучше видны и менее подвержены повреждениям при мелких столкновениях в городе. Практичные бампера дополнялись накладками на боковинах, отсылая к Panda первого поколения.

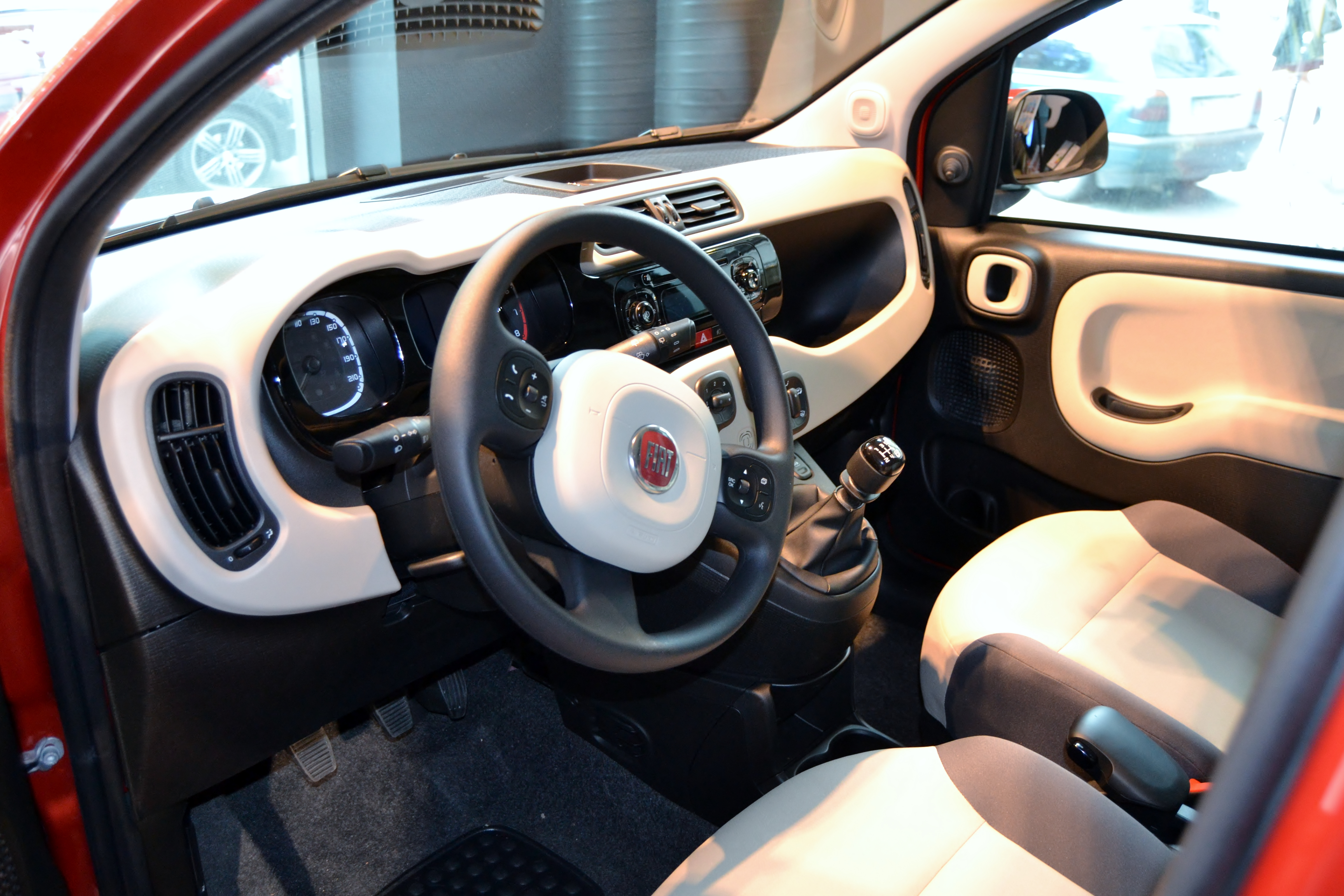
Fiat Panda внутри

За счёт удлинения заднего свеса салон автомобиля стал больше. Это, также, позволило увеличить багажник до 225—260 литров, в зависимости от положения сдвигаемого на 16 сантиметров заднего дивана. Новые передние сиденья увеличили пространство спереди, а также место для ног задних пассажиров. Спинки их складывались полностью, позволяя разместить двухметровые грузы. Форма подголовников с помощью компьютерного моделирования подобрана таким образом, чтобы улучшить обмен воздуха и вентиляцию в салоне. Размещённая в консоли новой передней панели климатическая система стала намного тише, а изменённые двери позволили разместить в них большие карманы. В целом, новый Panda имел 14 мест хранения в салоне.
70 % кузова автомобиля были изготовлены из высокопрочной стали. Четыре подушки безопасности и антиблокировочная система тормозов, совмещённая с системой помощи при экстренном торможении, устанавливались стандартно на все модели. Всё это позволило только что появившемуся автомобилю получить четыре звезды в тестах на безопасность.
Автомобиль стал комплектоваться новым 0,9-литровым бензиновым турбомоторчиком, признанный лучшим двигателем 2011 года. Помимо него предлагался проверенный временем 1,2-литровый бензиновый мотор серии FIRE, которых к тому времени уже было сделано более 10 миллионов и турбодизель MultiJet II с улучшенными показателями. Новый бензиновый и дизельный двигатели стандартно оснащались системой старт-стоп, которая отключала, а затем автоматически запускала мотор даже при кратковременной остановке, экономя топливо и уменьшая вредные выбросы. Помимо ручных коробок передач можно было заказать автоматическую роботизированную Dualogic.
За счёт применения высокопрочных сталей были облегчены рычаги передней подвески и поперечина в задней. В сочетании с новыми амортизаторами и изменёнными резинометаллическими шарнирами, новая подвеска стала менее шумной, более комфортабельной, без ухудшения управляемости автомобиля. Новый усилитель рулевого управления имел два режима работы: с лёгким рулём для езды по городу и более точным для движения по трассе.

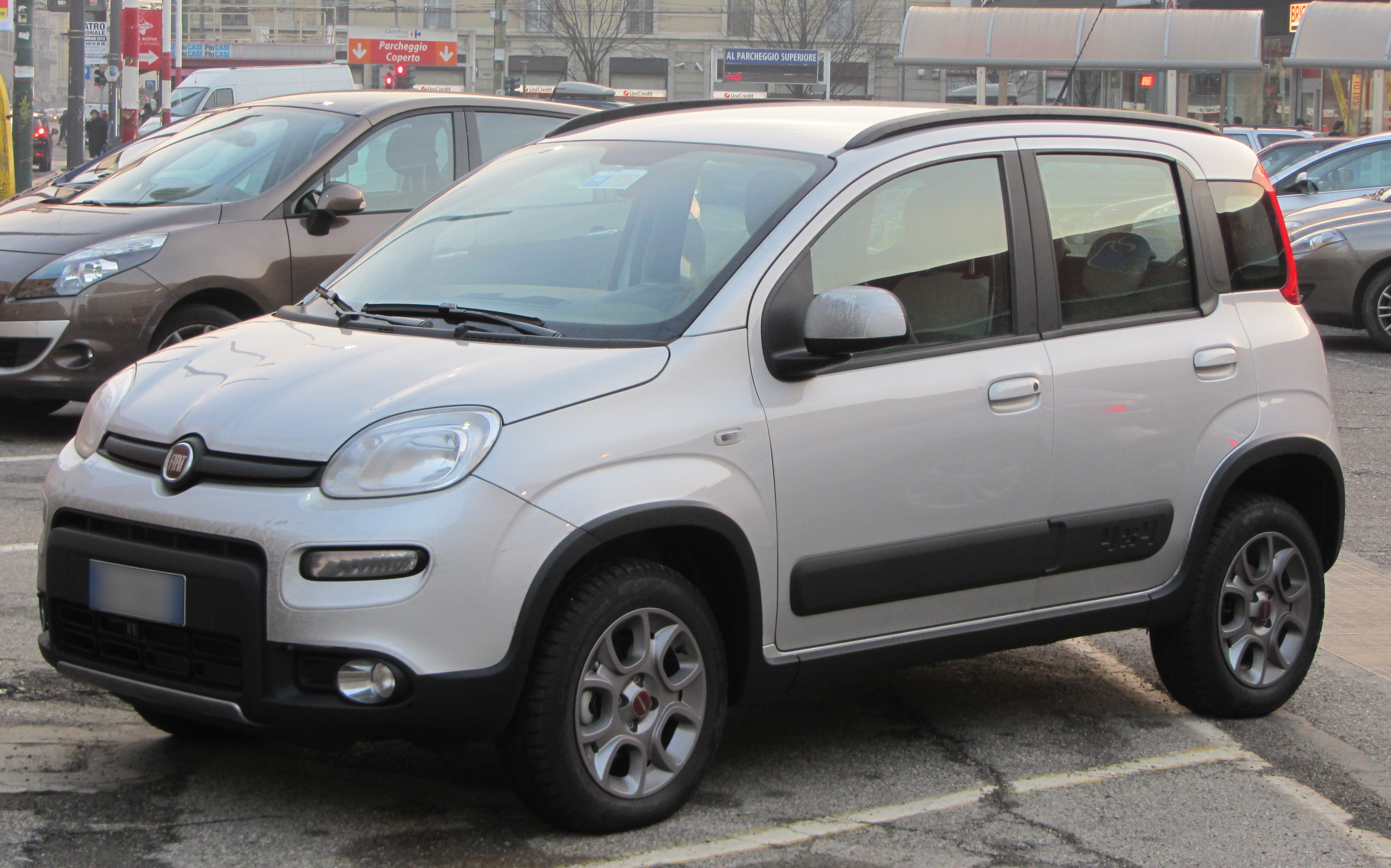
Fiat Panda 4x4

Полноприводный Panda 4x4 внешне отличался новыми бамперами с блестящими, под алюминий вставками. За счёт увеличенного дорожного просвета, автомобиль был на 5 сантиметров выше базовой модели. Постоянный полный привод в обычных условиях движения 98 % мощности передавал на переднюю ось. Задняя подключалась автоматически за счёт электронно-управляемой муфты. Как только датчики определяли, что передние колёса начинают буксовать, попав в грязь, снег или на лёд, блок управления подавал команду на замыкание муфты, задние колёса подключались и вытягивали автомобиль. Помимо практичного Panda 4x4 покупателям предлагался также более интересно оформленный полноприводный Panda Cross. Очень популярный автомобиль был протестирован на безопасность и получил три звезды.
Внешне похожий на полноприводную версию приподнятый Panda Trekking имел привод только на передние колёса. Для повышения его вездеходных качеств, автомобиль оснащался системой, имитирующей блокировку переднего дифференциала. Как только одно из колёс начинало буксовать, оно автоматически подтормаживалось, так, что вращение было вынужденно перераспределиться на второе колесо, вытаскивающее автомобиль из сложных дорожных условий.
Фургончик Panda Van первоначально предлагался только в двух вариантах: четырёхместном со складывающимся задним сиденьем грузоподъёмностью до 490 килограммов и чисто двухместном, с кубометровым грузовым отсеком в котором помещалось до 505 килограммов груза. Интересной особенностью модели был двойной пол багажника под которым можно было скрыть от постороннего взгляда ценные вещи. Но главное, такая конструкция поднимала пол до уровня бампера, облегчая погрузочно-разгрузочные работы. Чуть позже стала доступна двухместная полноприводная версия, грузоподъёмность которой была ограничена 485-ю килограммами.
На проведённом в 2018 году тесте на безопасность Panda получит ноль баллов. В целом модель хуже выступила во всех дисциплинах. Но главное, что у этого не молодого автомобиля отсутствовали так необходимые по мнению организаторов теста системы превентивной безопасности. Такие, как ограничитель скорости, система удержания в полосе движения и автотормоза.

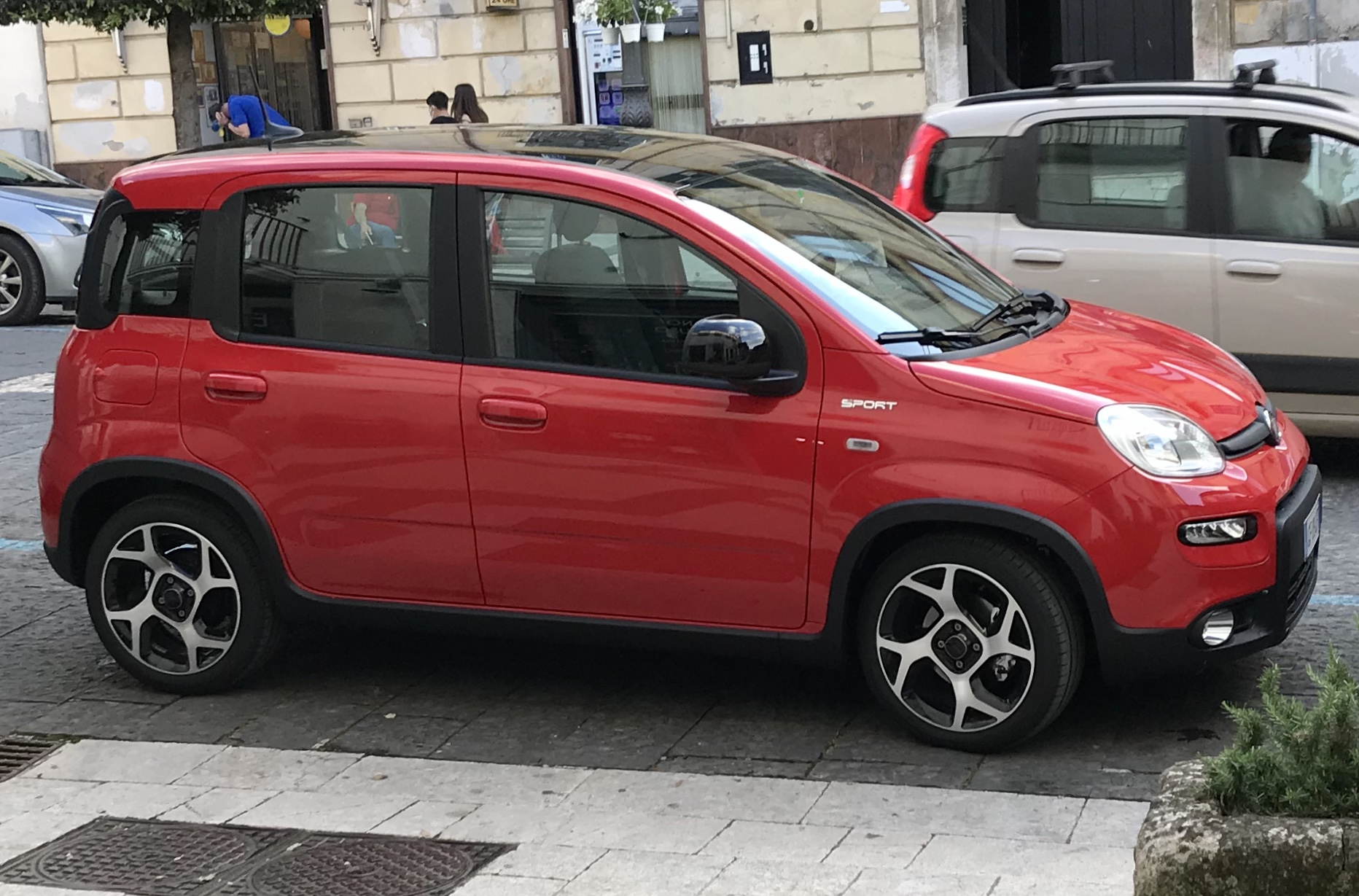
2020 Fiat Panda Hybrid

В год 40-летия выпуска первого автомобиля, в 2020-м Panda третьего поколения был модернизирован. Автомобиль получил новые бампера, колёса и другие небольшие изменения внешнего вида. Он обзавёлся полноценной мультимедийной системой с 7-дюймовым экраном.
Появилась упрощённая гибридная (Mild Hybrid) версия Panda Hybrid. К двигателю внутреннего сгорания, совершенно новому из серии FireFly, вместо генератора был присоединён мотор-генератор мощностью 3,6 киловатта (4,9 л. с.). А обычная свинцовая аккумуляторная батарея заменена на современную литий-ионную. При снижении скорости автомобиля ниже 18 километров в час и включении водителем нейтральной передачи, задействовалась рекуперативная система торможения. В двигатель переставало поступать топливо, а мотор-генератор переходил в режим генератора, вырабатывая ток и немного притормаживая двигатель. При полной остановке автомобиля всё выключалось. Но как только водитель нажимал на педаль газа, мотор-генератор переходил в режим электромотора и начинал крутить двигатель, а через него и колёса. Автомобиль трогался и начинал разгоняться. Через несколько секунд в двигатель внутреннего сгорания начинало поступать топливо, он запускался и дальше автомобиль ехал как обычно, заряжая батарею. Так, двигатель не работал на самых низких оборотах, в режиме, когда он потребляет больше всего топлива и выбрасывает максимум вредных выхлопов. В результате, расход топлива и уровень выбросов, в зависимости от условий движения, могли сократиться на 20 %.
| Двигатели           | Двигатели          | Двигатели           | Двигатели                        | Двигатели                   | Двигатели       |
| ------------------- | ------------------ | ------------------- | -------------------------------- | --------------------------- | --------------- |
|                     | рабочий объём, см³ | цилиндров/ клапанов | мощность, л. с./ обороты, об/мин | момент, Нм/ обороты, об/мин | годы применения |
| Бензиновые          |                    |                     |                                  |                             |                 |
| 0.9 TwintiAir Turbo | 875                | 2-цил./8-кл. SOHC   | 85/5500                          | 145/1900                    | 2012—2020       |
| 0.9 TwintiAir       | 964                | 2-цил./8-кл. SOHC   | 65/6250                          | 88/3500                     | 2012—н. в.      |
| 1.0 FireFly         | 999                | 3-цил./6-кл. SOHC   | 70/6000                          | 92/3500                     | 2020—н. в.      |
| 1.2 FIRE            | 1242               | 4-цил./8-кл. SOHC   | 69/5500                          | 102/3000                    | 2012—2020       |
| Дизель              |                    |                     |                                  |                             |                 |
| 1.3 16v MultiJet    | 1248               | 4-цил./16-кл. DOHC  | 80/3750                          | 200/1500                    | 2012—2020       |
| 1.3 16v MultiJet    | 1248               | 4-цил./16-кл. DOHC  | 95/3750                          | 200/150                     |                 |

## Четвёртое поколение (2024 г.)
Panda четвёртого поколения был представлен 14 июня 2024 года. Продаваемый как Fiat Grande Panda, он основан на платформе Smart Car, используемой совместно с Citroën C3 четвёртого поколения и Opel Frontera. Он будет продаваться с гибридными и электрическими силовыми агрегатами. Grande Panda будет продаваться вместе с Panda третьего поколения, производство которого продолжится в Италии как минимум до 2027 года. Grande Panda имеет ретро-футуристический дизайн, первоначально представленный Fiat Concept City Car в феврале 2024 года.